# Rostěnice
Rostěnice (německy Rosternitz) jsou vesnice, část obce Rostěnice-Zvonovice v okrese Vyškov. Leží 7 km jižně od Vyškova, v nadmořské výšce 260 m n. m.

## Název
Jméno vesnice bylo odvozeno od osobního jména Rostin, což byla domácká podoba jména Rostislav či Rostimír. Výchozí tvar Rostinici označoval obyvatele vsi a znamenal "Rostinovi lidé". Podoba Rostěnice je doložena od 15. století.

## Historie
První písemná zmínka o obci pochází z listiny Jindřicha Zdíka z roku 1131 (Rostinicih). Do roku 1945 byly Rostěnice součástí německého jazykového ostrůvku na Vyškovsku.

## Obyvatelstvo

### Struktura
Vývoj počtu obyvatel za celou obec i za jeho jednotlivé části uvádí tabulka níže, ve které se zobrazuje i příslušnost jednotlivých částí k obci či následné odtržení.
| Místní části   | Místní části   | 1869 | 1880 | 1890 | 1900 | 1910 | 1921 | 1930 | 1950 | 1961 | 1970 | 1980 | 1991 | 2001 | 2011 |
| -------------- | -------------- | ---- | ---- | ---- | ---- | ---- | ---- | ---- | ---- | ---- | ---- | ---- | ---- | ---- | ---- |
| Počet obyvatel | část Rostěnice | 367  | 402  | 416  | 421  | 442  | 449  | 445  | 410  | 369  | 321  | 277  | 275  | 304  | 331  |
| Počet domů     | část Rostěnice | 85   | 90   | 93   | 96   | 106  | 107  | 118  | 106  | 148  | 85   | 78   | 95   | 101  | 115  |

## Pamětihodnosti
Rostěnice jsou vesnickou památkovou zónou.
- Farní kostel svatého Cyrila a Metoděje
- Poklona se sochou sv. Jana Nepomuckého
- Socha sv. Jana Nepomuckého
- Venkovská usedlost čp. 7
- Venkovská usedlost čp. 51
- Venkovská usedlost čp. 52
- Venkovská usedlost čp. 53

## Galerie

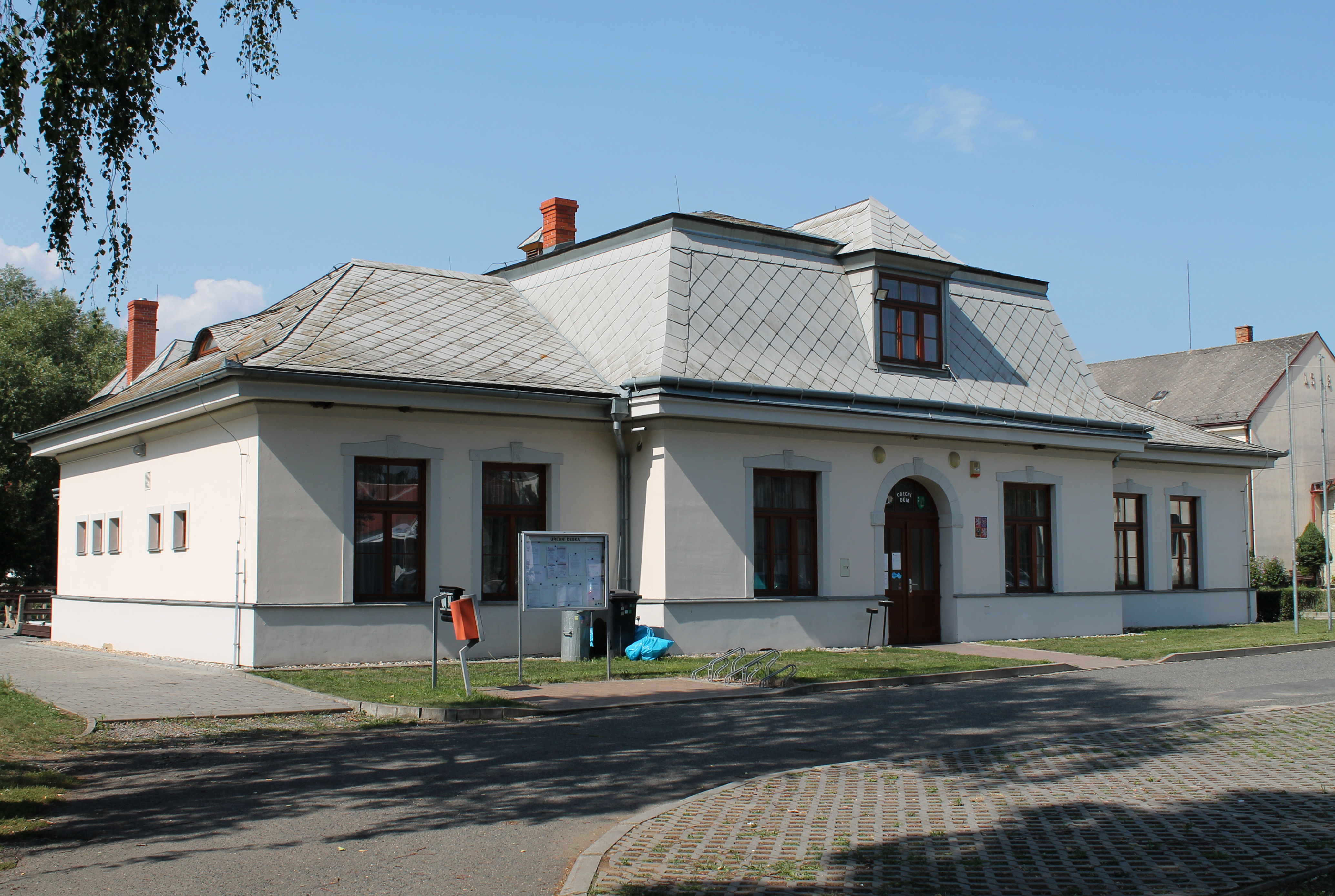
Obecní úřad
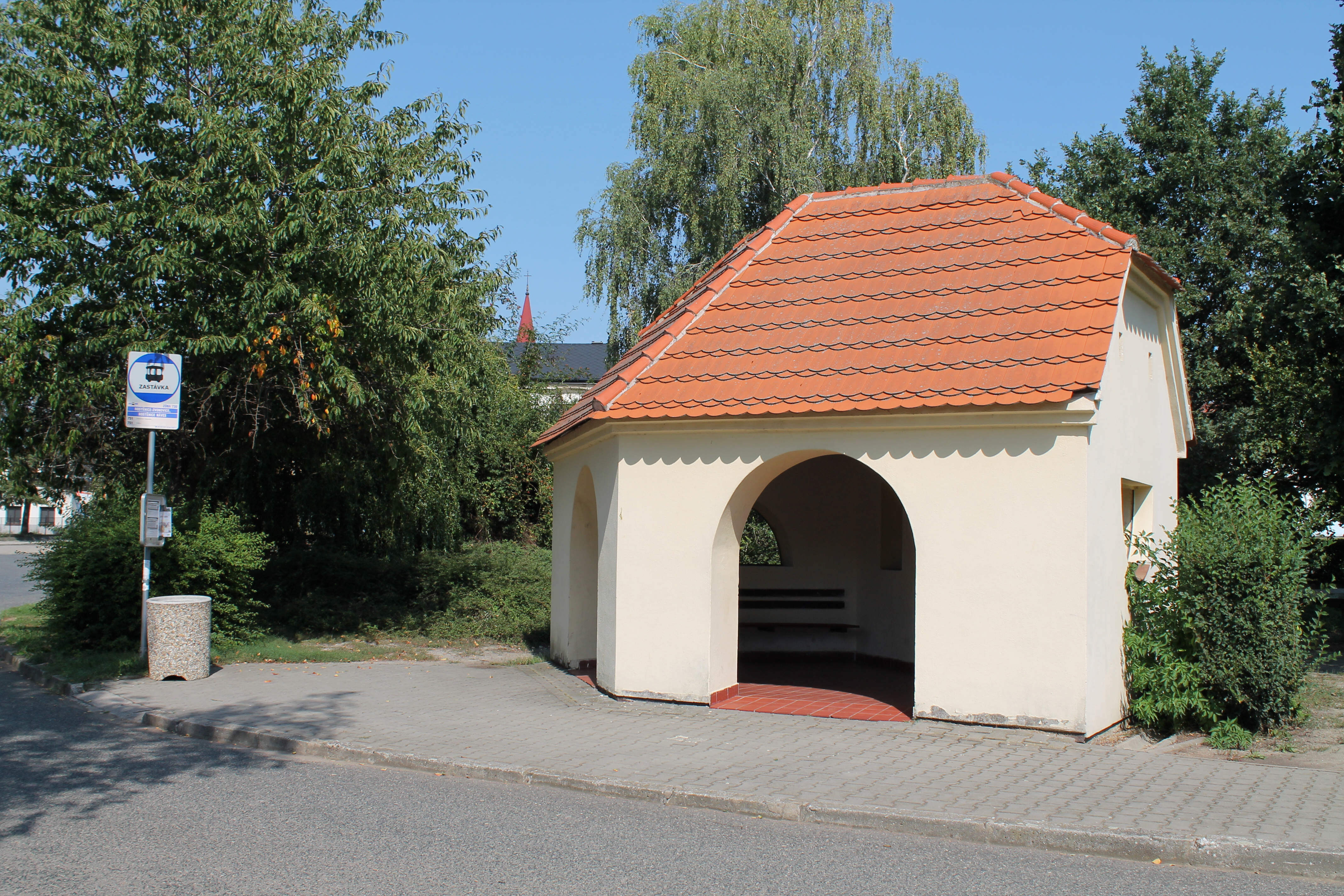
Autobusová zastávka na návsi
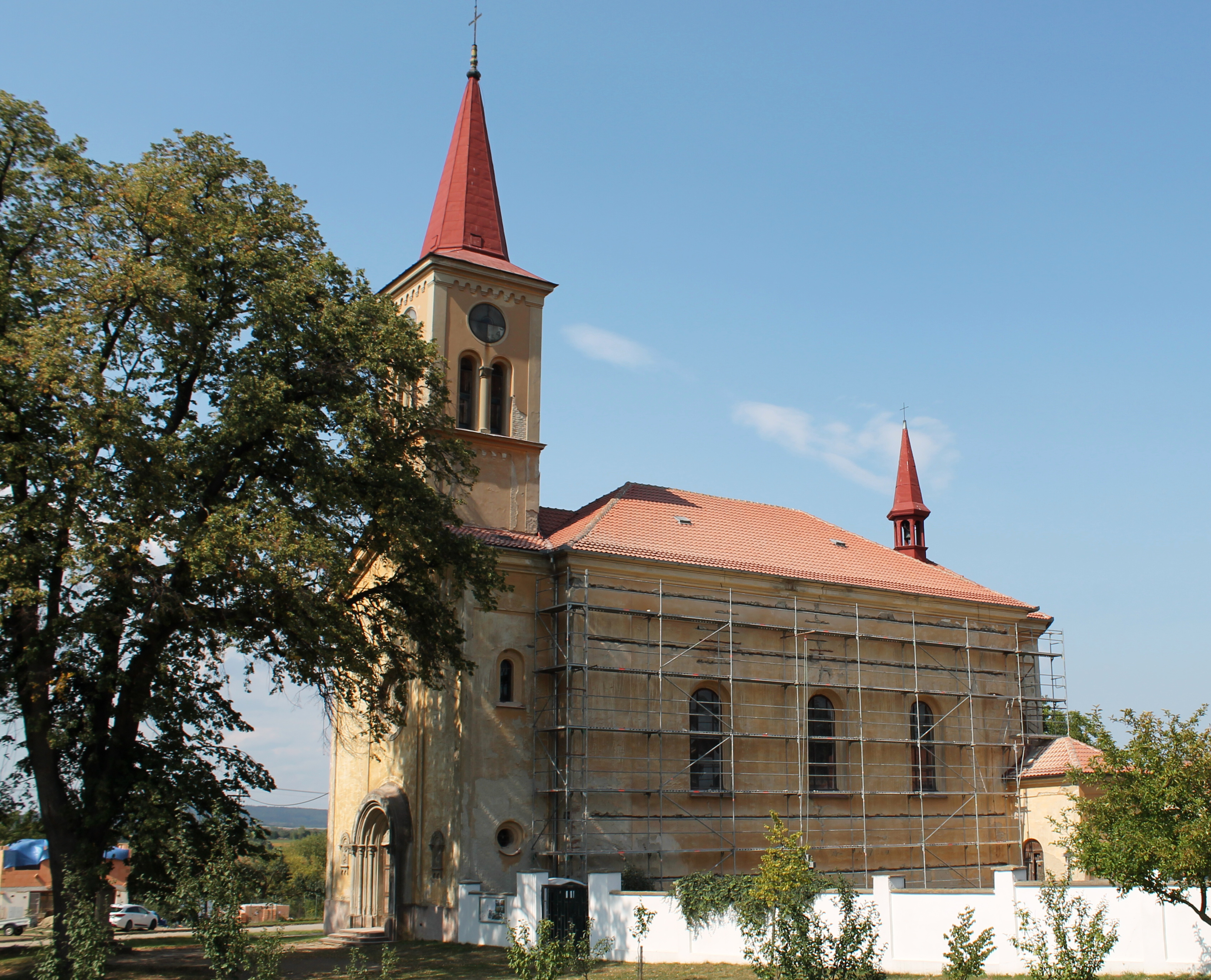
Kostel svatého Cyrila a Metoděje
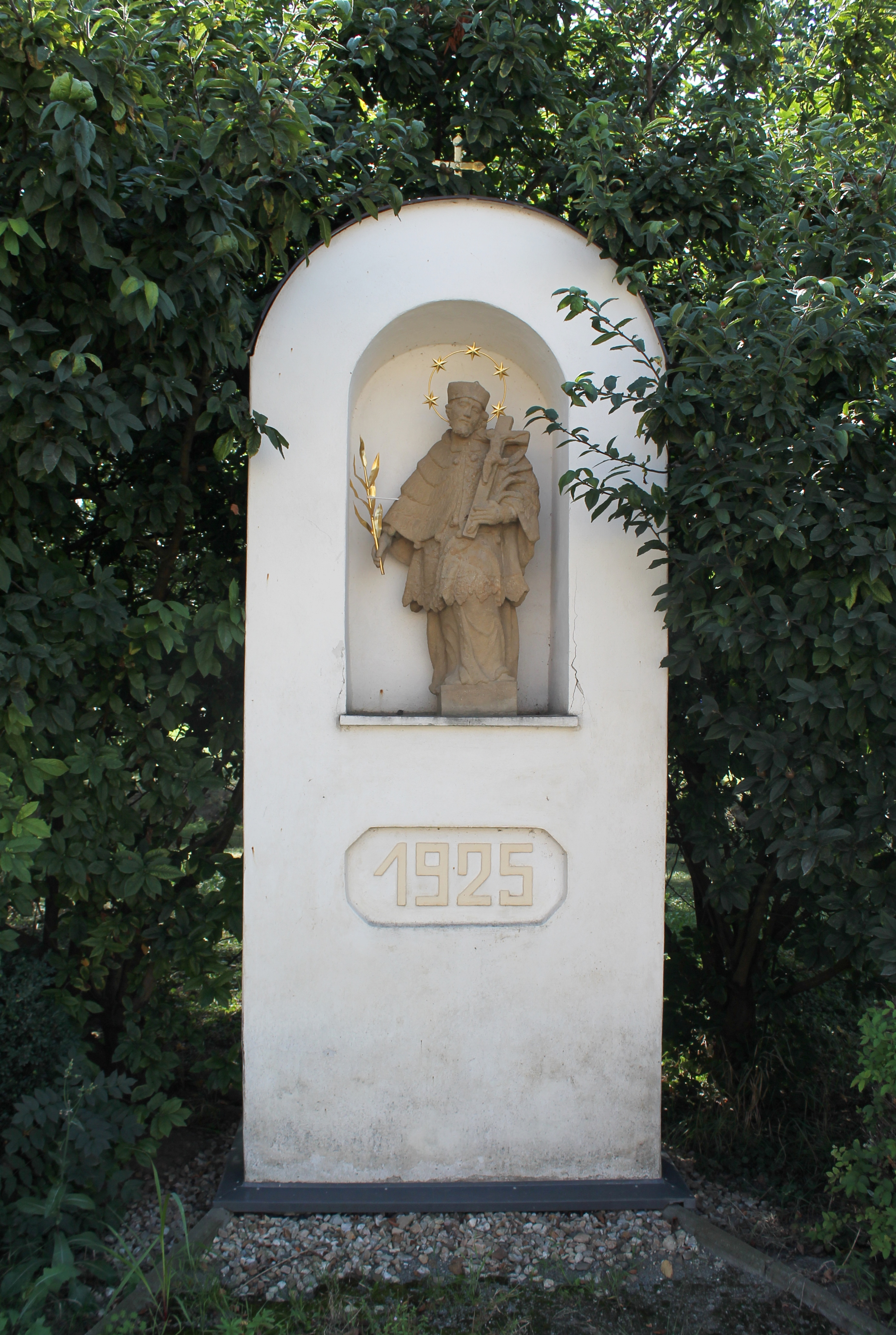
Výklenková kaplička se sochou svatého Jana Nepomuckého
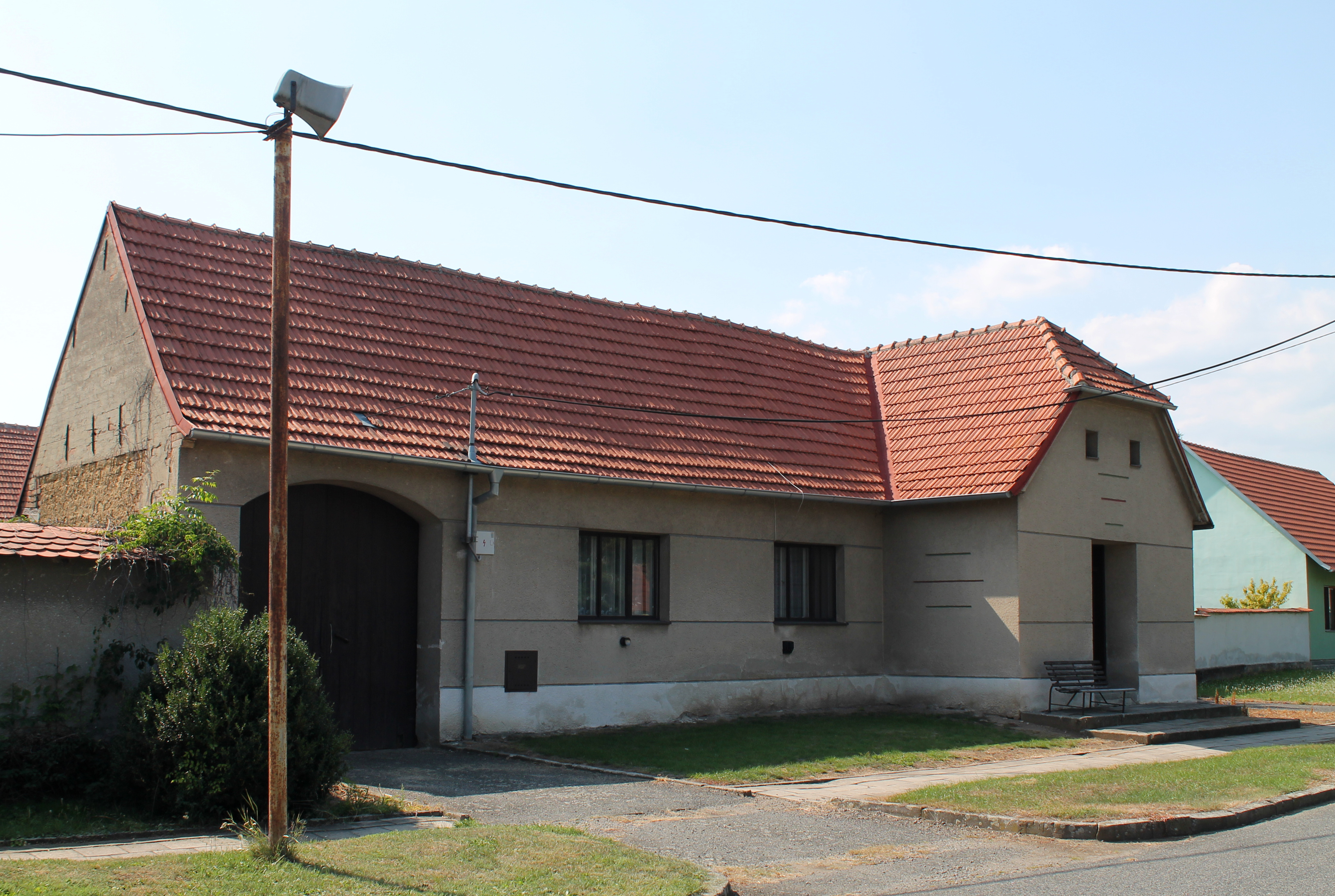
Usedlost čp. 7
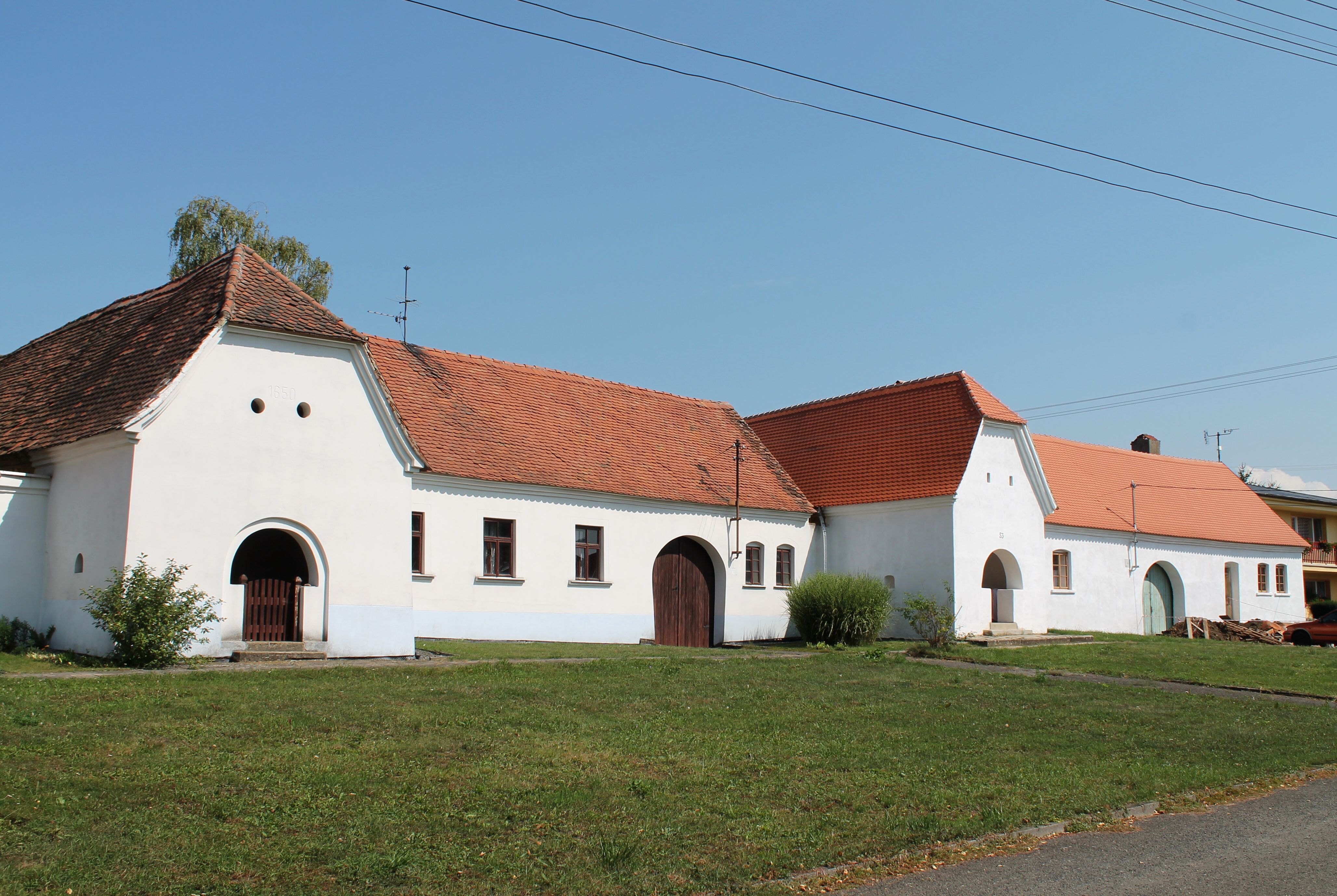
Usedlosti čp. 52 a 53
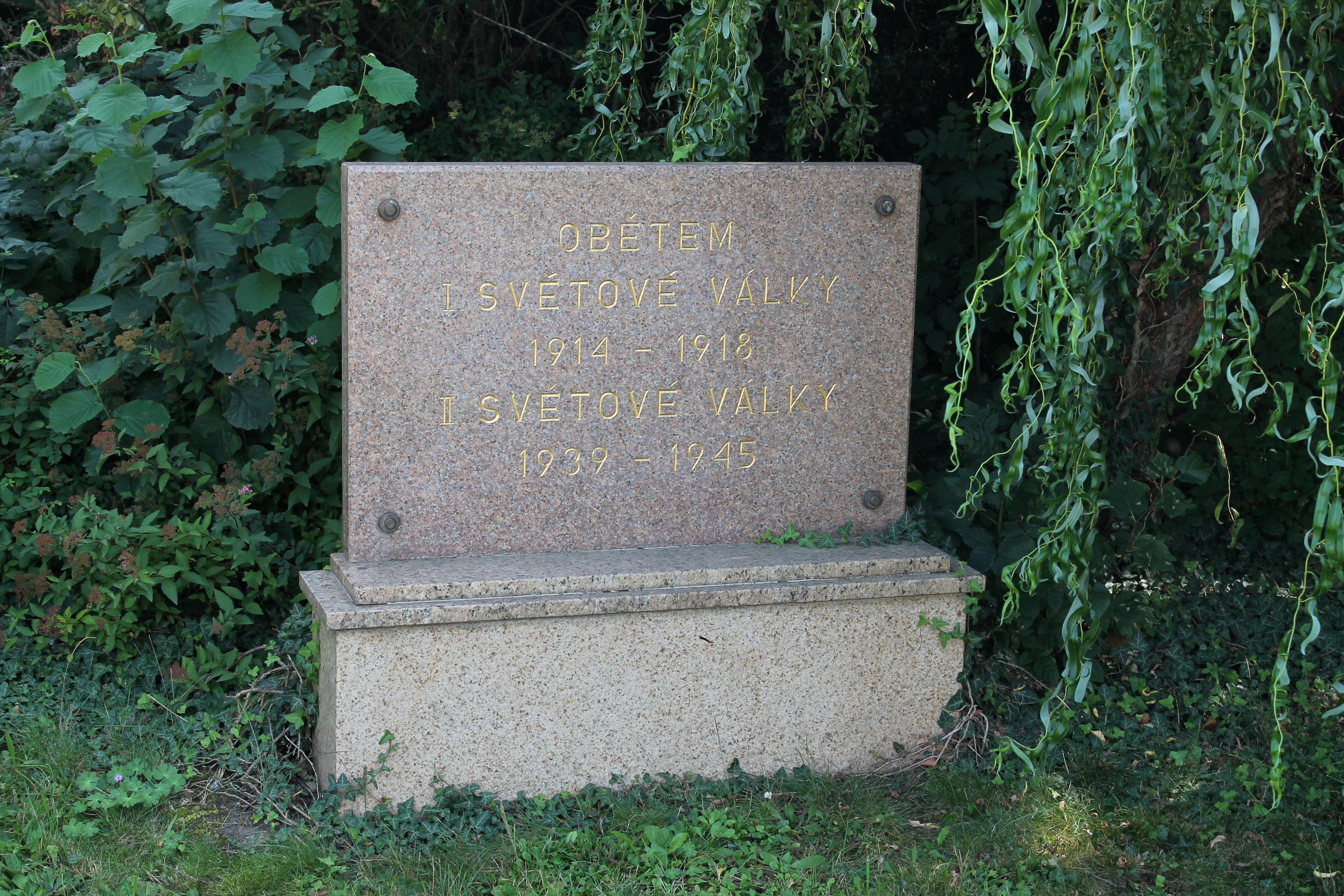
Pomník obětem světových válek